# Ангелис Зафири
Ангелис Зафири (на гръцки: Αγγελής Ζαφείρη) е гръцки революционер, участник в Гръцката война за независимост.

## Биография
Роден е в халкидическото македонско село Галатища. При избухването на Гръцката революция в 1821 година взима участие в сраженията. Между 1829 – 1830 служи в Навпакт. Служи под командването на Атанасиос Халкиотис с чин младши лейтенант. В 1832 година е прехвърлен на новообразувания полк на Халкиотис.